# 호구이음
호구이음은 단점을 보강해 삼각구도(호구)를 이룬 모양의 이음법으로, 기본 이음형의 일종이다. 견고하며 꽉이음에 비해 눈을 만들기에도 유리하다.